# Огюст Дюбай
Огюстен-Івон-Едмон Дюбай або Огюст Дюбай (15 квітня 1851 , Бельфор, Франція  — 7 січня 1934 , Париж, Франція ) — французький воєначальник часів Першої світової війни, дивізійний генерал (1903).

## Біографія до Першої світової війни
Народився у місті Бельфор. У 1870 році закінчив Сен-Сірську військову школу. Учасник франко-прусської війни, під час облоги фортеці Мец потрапив до німецького полону. У 1871 році після повернення з полону брав участь у розгромі Паризької комуни.
У 1878 році закінчив Академію Генерального штабу, після чого став викладачем у Сен-Сірській військовій школі. Служив на західному кордоні Франції, а також в Алжирі. Із 1901 року — командир 1-го полку зуавів. У 1904–1905 роках двічі очолював штаб військового міністра, потім командував піхотною бригадою. У 1906–1908 роках — комендант Сен-Сірської військової школи.
Із 31 травня по 11 липня 1911 року — начальник штабу армії та одночасно начальник Генерального штабу під час Марокканської кризи. Із 1912 року — командир 9-го армійського корпусу, а з 1914 року — член Вищої військової ради.

## Перша світова війна
На початку Першої світової війни — командувач 1-ї французької армії. Разом з 2-ю армією генерала Кастельно 1-ша армія мала наступати в Ельзасі та Лотарингії. У серпні 1914 року 1-ша і 2-га французькі армії здійснили наступ на Саарбург, але зазнали невдачі і були змушені відійти на вихідні позиції.
Із 20 жовтня 1914 року — командувач армійської групи, яка діяла між Іпром та Ізером. 16 листопада 1914 року група була переформована у 7-му армію, яку знову очолив Дюбай.
Із 1 липня 1915 по 31 березня 1916 року — командувач групи армій «Схід». На цій посаді здійснював керівництво французькими військами під час першого етапу Верденської битви. За невдачі під Верденом був звільнений з посади маршалом Жоффром.
Із березня 1916 по червень 1918 року — військовий губернатор Парижа.

## Після війни
Після завершення війни був великим канцлером ордена Почесного легіону, із 1921 року — голова Товариства Почесного легіону. Жив і помер у Парижі, там же й похований.

## Нагороди
Кавалер ордена Почесного легіону, Військового хреста 1914—1918, Військової медалі та інших нагород Франції, Британії та Росії.